# Piscina de Ezequías
La Piscina de Ezequías (en hebreo: בריכת חזקיהו, brejat jizkiahu) o la Piscina del Patriarca, ubicada en el actual Barrio Cristiano de la Ciudad vieja de Jerusalén, era una reservorio de agua que formaba parte del antiguo sistema de suministro de agua de la ciudad.

## Historia

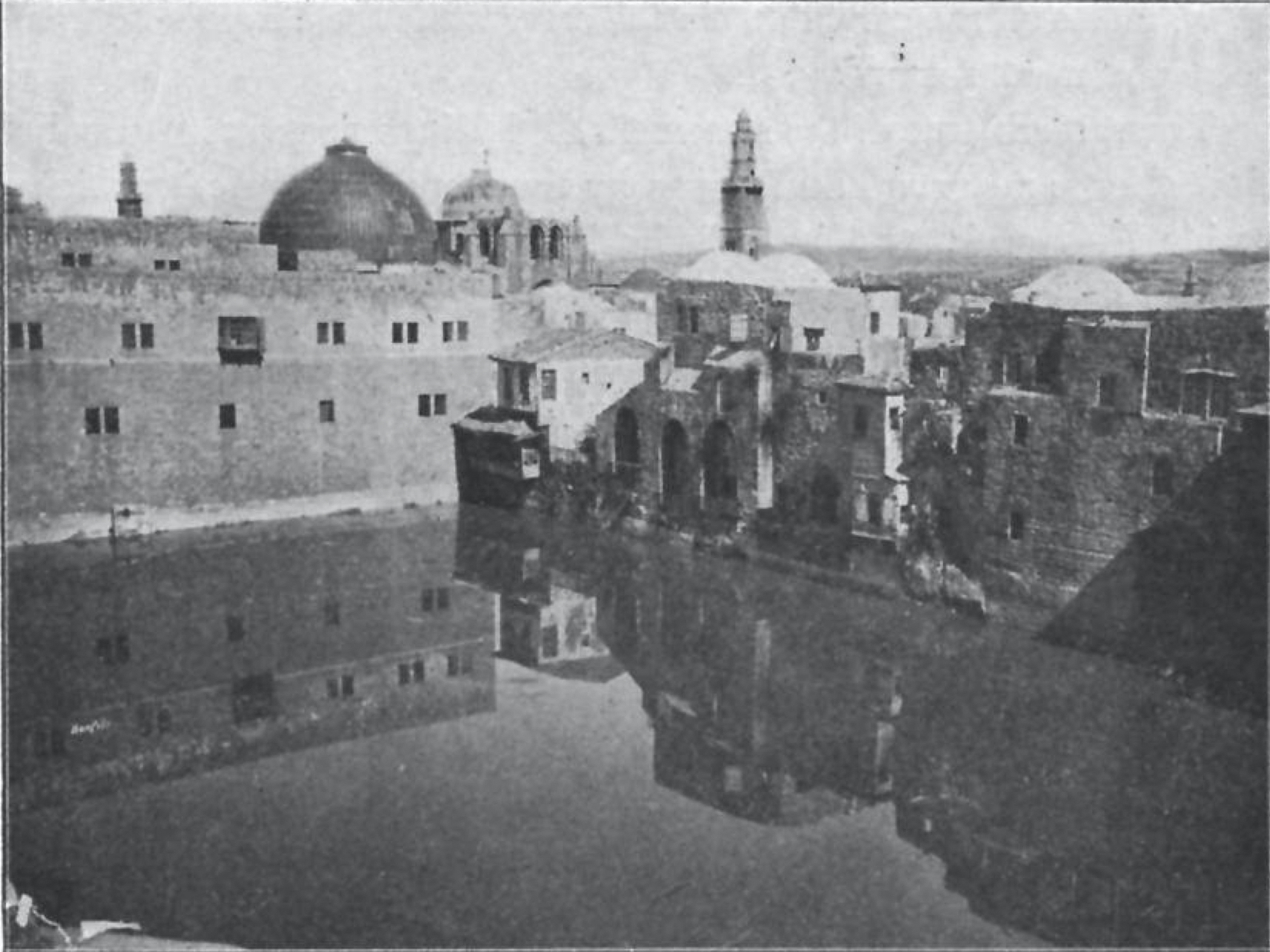
La Piscina del Patriarca en 1907

Flavio Josefo se refiere a la piscina con el nombre Amygdalon, que significa 'almendro' en griego. Es probable que el nombre derivara fonéticamente de la palabra hebrea migdal (מגדל) que significa 'torre', por lo cual se cree que el nombre original era Piscina de la Torre o Piscina de las Torres. Tal vez el nombre hiciera referencia a las tres grandes torres del cercano Palacio de Herdes.  
También es conocida como Piscina de los Pilares o  Pisicna del baño del patriarca (en árabe: بركة حمّام البطرك Birkat Hammam el-Batrak ). 

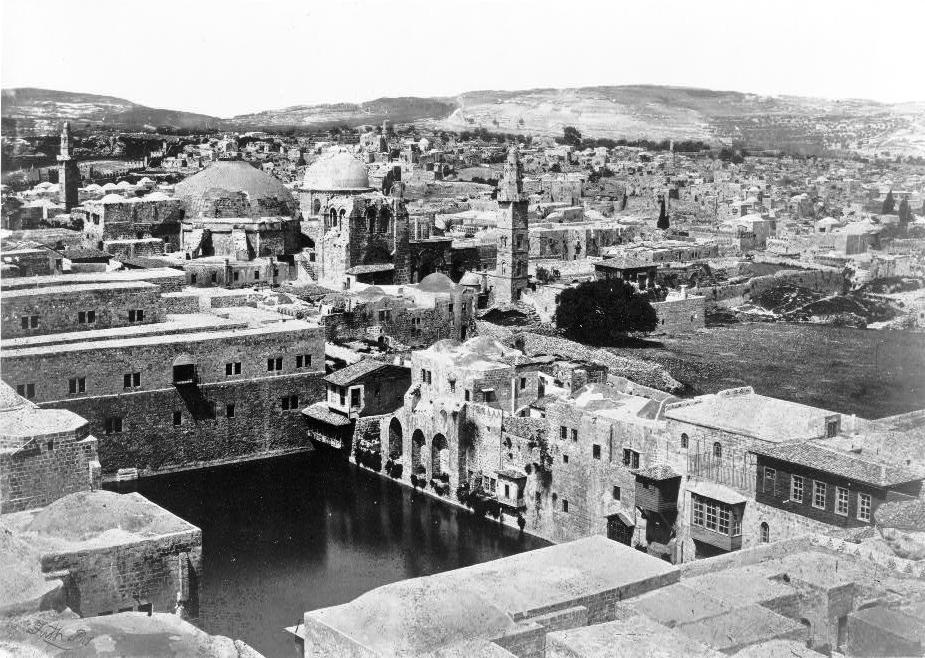
Piscina de Ezequías en 1862.

Se cree que se trata de la piscina mencionada en 2 Reyes 18:17 como "alberca superior" (traducción Biblia de Jerusalén) o "estanque de arriba" (traducción Reina Valera). El estanque construido por el rey Ezequías (f. 700 BC), donde se reunió con los mensajeros del rey de Asiria.  
En el Siglo I a. C., en tiempos de Herodes el Grande, recibía agua a través del Acueducto Superior.
Hoy en día la piscina por lo general permanece seca. A veces se llena por poco tiempo luego de lluvias fuertes en los meses de invierno. Esta rodeada por edificios del Barrio Cristiano en todas las direcciones.